# Alahan Kae
Alahan Kae is een bestuurslaag in het regentschap Mandailing Natal van de provincie Noord-Sumatra, Indonesië. Alahan Kae telt 419 inwoners (volkstelling 2010).